# Пашкевич, Екатерина Владимировна
Екатери́на Влади́мировна Пашке́вич (р. 19 декабря 1972, Москва) — российская хоккеистка, выступающая на позиции нападающего, член сборной России (с 1994), ассистент капитана.

## Карьера
Выступала за клуб «Агидель» (Уфа) под номером 25, экс-капитан, в составе которого становилась бронзовым призёром России. В составе сб. России завоевала бронзу на ЧМ-01, 13.
Первый тренер — Д. Морозов, сейчас — В. Малмыгин, С. Трудаков.
Живёт в Уфе. Специально переехала из США, чтобы выступать за российский клуб и поехать в Сочи. Главный тренер сборной Михаил Чеканов в интервью сказал:

Прежде чем пригласить её в сборную, мы проделали большой анализ. В начале сезона тренерский штаб был с ней незнаком. И надо было понять, сдюжит ли она, ведь Катя младше меня всего на десять лет. … Но когда она стала с нами тренироваться, мы увидели, как она пашет на тренировках ради мечты выступить на Олимпиаде. И теперь я всегда ставлю Пашкевич в пример молодым девчонкам. … Катерина для них — мама-наставница. Она как нянька за ними ходит, беседует, что-то рассказывает….ей задача быть мамкой и работать в меньшинстве. Голов от неё не требуем.— http://news.sportbox.ru/Vidy_sporta/Events/Sochi2014/spbnews_NI430204_Mihail-CHekanov-Kanadki-piyut-pivo-pered-matchem-i-vse
После Олимпиады в Сочи, завершила карьеру в возрасте 41 года. Приказом министра спорта от 17 октября 2018 г. № 144 нг  удостоена звания заслуженный мастер спорта России.

## Дисквалификация
12 декабря 2017 года решением Международного олимпийского комитета за нарушение антидопинговых правил аннулированы результаты полученные на  Олимпийских игр 2014 года в Сочи и пожизненно отстранена от участия в Олимпийских играх.

## Другие факты
По данным ФХР, процитированных sportbox.ru, у Пашкевич и у одноклубницы Дергачёвой идентичные хобби, книги и фильмы.
Хобби — вышивание. Любимые книги — «Преступление и наказание» Ф. М. Достоевского; «Герой нашего времени» М. Ю. Лермонтова. Любимые фильмы — «Дневник памяти». Любимые актеры, исполнители — нет. Любимые блюда — шашлык, крабовый салат, картошка с грибами. Кумир в спорте — Павел Дацюк.